# Адміністративний устрій Роздільнянського району (до 2020 року)

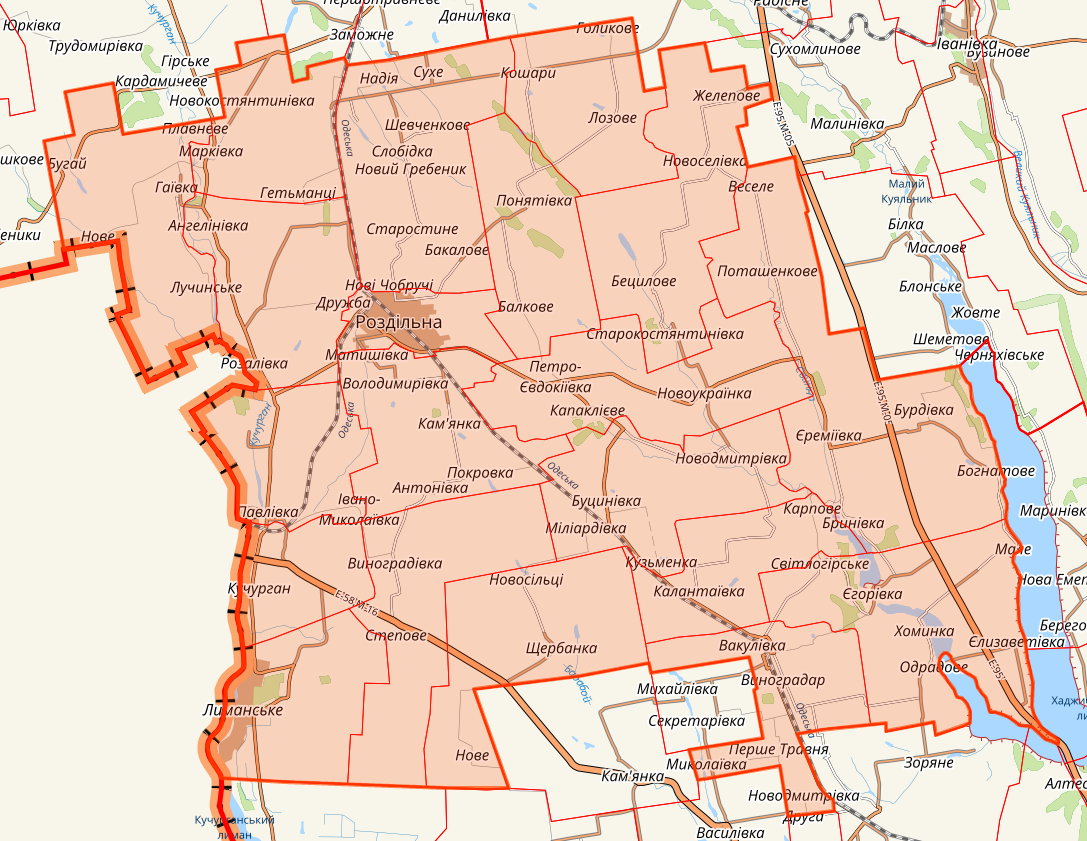
Мапа Роздільнянського району на 01.01.2020 р.

Станом на 1 січня 2020 року, до змін адміністративно-територіального устрою, Роздільнянський район складався: 1 міська, 1 селищна та 18 сільських рад, які об'єднували 86 населених пунктів (1 місто, 1 смт, 2 селища та 82 села) та були підпорядковані Роздільнянській районній раді. Адміністративний центр — місто Роздільна..
Роздільнянський район був ліквідований 17 липня 2020 року. Території 19 рад ввійшли до складу нового Роздільнянського району, територія колишньої Єгорівської сільради — до Одеського району.

## Склад району станом на 2020 рік
| №      | Назва                    | Центр           | Населені пункти | К‑ть | Загальна площа, км² | Площа населених пунктів, км² | Місце за площею | Населення, чол.    | Місце за населенням | Розташування | Район після ліквідації | Громада після ліквідації      |
| ------ | ------------------------ | --------------- | --- | ---- | ------------------- | ---------------------------- | --------------- | ------------------ | ------------------- | --- | ---------------------- | ----------------------------- |
| 1      | Роздільнянська міськрада | м. Роздільна    | м. Роздільна | 1    | 23,77               | 9,77                         | 20              | 17959 (01.01.2017) | 1                   | Населений пункт Роздільна був розташований в центрі Роздільнянського району, який у свою чергу був розташований в центрі Одеської області. міськрада межувала на півночі зі Старостинською, на заході — з Яковлівською, на півдні — з Кам'янською, на південному сході — з Новоукраїнською, на сході — з Понятівською сільськими радами. | Роздільнянський район  | Роздільнянська міська громада |
| 2      | Лиманська селищна рада   | смт Лиманське   | смт Лиманське | 1    | 57,505              | 6,021                        | 12              | 7721 (01.01.2018)  | 2                   | Селище Лиманське розташовано в прикордонній смузі. З західного боку Лиманська селищна рада межувала з Республікою Молдова, з південного боку — з Граденицькою сільською радою Біляївського району, з східного боку — з Степовою сільською радою, з північного боку — Кучурганською сільською радою.                                      | Роздільнянський район  | Лиманська селищна громада     |
| 3      | Бецилівська сільрада     | с. Бецилове     | с. Бецилове с. Желепове с. Новоселівка с. Старокостянтинівка                                                                     | 4    | 88,01               | 3,867                        | 4               | 719 (01.01.2019)   | 20                  | Була розташована на сході Роздільнянського району. Межувала сільрада на півночі з Кошарською, на заході з Понятівською, на півдні з Новоукраїнською сільськими радами, а на сході з Іванівським районом. | Роздільнянський район  | Роздільнянська міська громада |
| 4      | Буцинівська сільрада     | c. Буцинівка    | c. Буцинівка с. Карпівка с. Кузьменка с. Міліардівка с. Новодмитрівка                                                            | 5    | 69,957              | 4,73                         | 9               | 1246 (01.01.2016)  | 14                  | Була розташована на півдні Роздільнянського району. Межувала сільрада на півночі з Новоукраїнською, на заході з Кам’янською, на півдні з Калантаївською, на сході з Єреміївською сільськими радами. | Роздільнянський район  | Роздільнянська міська громада |
| 5      | Виноградарська сільрада  | c. Виноградар   | c. Виноградар с. Будячки с. Вакулівка с. Миколаївка с. Новоградениця с. Новодмитрівка Друга с. Перше Травня                      | 7    | 56,750              | 2,463                        | 14              | 2645 (01.01.2019)  | 6                   | Була розташована на півдні Роздільнянського району. Межувала сільрада на півночі з Калантаївською, на північному заході з Щербанською, на сході з Єгорівською сільськими радами, на півдні та заході з Біляївським районом. | Роздільнянський район  | Роздільнянська міська громада |
| 6      | Гаївська сільрада        | c. Гаївка       | c. Гаївка с. Бугай с. Лучинське с. Нове с. Плавневе с. Труд-Гребеник                                                             | 6    | 79,148              | 7,527                        | 7               | 1423 (01.01.2019)  | 13                  | Була розташована на кордоні з Республікою Молдова. Землі сільської ради межували з землями Яковлівської, Марківської сільських рад та Великомихайлівським районом. | Роздільнянський район  | Степанівська сільська громада |
| 7      | Єгорівська сільрада      | c. Єгорівка     | c. Єгорівка с. Болгарка с. Єлизаветівка с. Мале с. Одрадове с-ще Світлогірське с. Хоминка                                        | 7    | 97,247              | 7,734                        | 2               | 2752 (01.01.2019)  | 5                   | Була розташована в південно-східній частині Роздільнянського району. Межувала сільрада на півночі з Єреміївською на заході з Калантаївською, на півдні з Виноградарською сільськими радами, а на сході з Іванівським районом. | Одеський район         | Дачненська сільська громада   |
| 8      | Єреміївська сільрада     | c. Єреміївка    | c. Єреміївка с. Богнатове с. Бринівка с. Бурдівка с. Веселе с. Поташенкове с. Шеметове                                           | 7    | 130,43              | 3,96                         | 1               | 1973 (01.01.2019)  | 9                   | Була розташована на сході Роздільнянського району. Межувала сільрада на північному заході з Бецилівською, на сході з Іванівським районом, на півдні Єгорівською сільською радою, на південному заході з Калантаївською, на заході з Буцинівською та Новоукраїнською сільськими радами.                                                   | Роздільнянський район  | Роздільнянська міська громада |
| 9      | Калантаївська сільрада   | c. Калантаївка  | c. Благодатне с. Андрієво-Іванове с. Калантаївка с. Карпове с. Олександрівка                                                     | 5    | 48,255              | 5,555                        | 18              | 1227 (01.01.2019)  | 15                  | Була розташована в південній частині Роздільнянського району. Межувала сільрада на півночі з Єреміївською та Буцинівською, на сході з Єгорівською та з Єреміївською, на заході з Щербанською сільськими радами, а на півдні з Виноградарською сільською радою.                                                                           | Роздільнянський район  | Роздільнянська міська громада |
| 10     | Кам'янська сільрада      | c. Кам'янка     | c. Кам'янка с. Антонівка с. Володимирівка с. Матишівка с. Покровка                                                               | 5    | 64,478              | 5,488                        | 11              | 1857 (01.01.2016)  | 11                  | Була розташована в центральній частині Роздільнянського району. Межувала сільрада на півночі з Роздільнянською міською радою, на заході з Степанівською, на сході з Новоукраїнською, Буцинівською, на півдні з Степовою сільськими радами.                                                                                               | Роздільнянський район  | Роздільнянська міська громада |
| 11     | Кошарська сільрада       | c. Кошари       | c. Кошари с. Лозове | 2    | 57,242              | 2,923                        | 13              | 906 (01.01.2016)   | 18                  | Була розташована в північно-східній частині Роздільнянського району. Межувала сільрада на півдні з Бецилівською та Понятівською, на сході з Бецилівською, на заході з Старостинською та Понятівською сільськими радами, а на півночі з Великомихайлівським районом.                                                                      | Роздільнянський район  | Роздільнянська міська громада |
| 12     | Кучурганська сільрада    | c. Кучурган     | c. Кучурган | 1    | 36,759              | 6,058                        | 19              | 3700 (01.01.2019)  | 3                   | Була розташована в західній частині Роздільнянського району на перехресті доріг «Одеса-Кишинів» та «Лиманське-Подільск». Межувала сільрада на півдні з Степанівською, на сході з Степовою сільськими радами, на півдні з Лиманською селищною радою, а заході з Республікою Молдова.                                                      | Роздільнянський район  | Лиманська селищна громада     |
| 13     | Марківська сільрада      | c. Марківка     | c. Марківка с. Вапнярка с. Гетьманці с. Новокостянтинівка с. Петрівка                                                            | 5    | 53,347              | 4,249                        | 16              | 752 (01.01.2018)   | 19                  | Була розташована в північно-західній частині Роздільнянського району. Межувала сільрада на півночі з Великомихайлівським районом, на заході з Гаївською, на півдні з Яковлівською, на сході з Старостинською сільськими радами. | Роздільнянський район  | Степанівська сільська громада |
| 14     | Новоукраїнська сільрада  | c. Новоукраїнка | c. Новоукраїнка с. Капаклієве с. Петро-Євдокіївка                                                                                | 3    | 80,503              | 6,368                        | 5               | 1187 (01.01.2019)  | 16                  | Була розташована в центральній частині Роздільнянського району. Межувала сільрада на заході з Кам’янською, на півдні з Буценівською, на сході з Єреміївською, на півночі з Бецилівською сільськими радами. | Роздільнянський район  | Роздільнянська міська громада |
| 15     | Понятівська сільрада     | c. Понятівка    | c. Понятівка с. Балкове | 2    | 54,529              | 1,1608                       | 15              | 1057 (01.01.2017)  | 17                  | Була розташована в північно-східній частині Роздільнянського району. Межувала сільрада на півночі з Іванівським районом, на заході з Старостинською сільською та Роздільнянською міською, на сході з Бецилівською, на півдні з Новоукраїнською сільською радою.                                                                          | Роздільнянський район  | Роздільнянська міська громада |
| 16     | Старостинська сільрада   | c. Старостине   | c. Старостине с. Бакалове с. Велізарове с. Надія с. Новий Гребеник с. Нові Чобручі с. Парканці с. Слобідка с. Сухе с. Шевченкове | 10   | 91,065              | 7,232                        | 3               | 2549 (01.01.2018)  | 7                   | Була розташована на півночі Роздільнянського району. Межувала сільрада на сході з Понятівською сільською радою, на півночі з Роздільнянською міською радою, на півночі з Великомихайлівським районом. | Роздільнянський район  | Роздільнянська міська громада |
| 17     | Степанівська сільрада    | c. Степанівка   | c. Степанівка с. Івано-Миколаївка с. Новокрасне с. Павлівка с. Труд-Куток                                                        | 5    | 51,622              | 6,465                        | 17              | 3489 (01.01.2019)  | 4                   | Була розташована в західній частині Роздільнянського району. Межувала сільрада на півночі з Яковлівською, на сході з Кам’янською, на півдні з Кучурганською сільськими радами, на західній з Республікою Молдова. | Роздільнянський район  | Степанівська сільська громада |
| 18     | Степова сільрада         | c. Степове      | c. Степове с. Виноградівка | 2    | 78,333              | 4,66                         | 8               | 2064 (01.01.2019)  | 8                   | Була розташована в південно-східній частині Роздільнянського району. Межувала сільрада на півночі з Кам'янською на сході з Буцинівською, Щербанською, на заході з Кучурганською сільською і Лиманівською селищною радами, на півдні з Біляївським районом.                                                                               | Роздільнянський район  | Лиманська селищна громада     |
| 19     | Щербанська сільрада      | c. Щербанка     | с. Щербанка с. Нове с. Новосільці                                                                                                | 3    | 79,594              | 5,05                         | 6               | 1642 (01.01.2019)  | 12                  | Була розташована в південній частині Роздільнянського району. Межувала сільрада на півночі з Степовою, Буцинівською, на сході з Калантаївською, на заході з Степовою сільськими радами, на півдні з Біляївським районом. | Роздільнянський район  | Лиманська селищна громада     |
| 20     | Яковлівська сільрада     | c. Яковлівка    | с. Яковлівка с. Ангелінівка с-ще Дружба с. Розалівка с. Широке                                                                   | 5    | 68,052              | 5,78                         | 10              | 1918 (01.01.2015)  | 10                  | Була розташована в північно-західній частині Роздільнянського району. Межувала сільрада на півночі з Марківською, Буцинівською, на заході з Гаївською, на сході з Старостинською сільськими радами та Роздільнянською міською радою, на півдні з Степанівською сільською радою.                                                          | Роздільнянський район  | Степанівська сільська громада |
| Всього | 20                       | 20              | | 86   | 1368                | 107,06                       |                 | 57101(01.05.2020)  |                     | |                        |                               |

* Примітки: м. — місто, с-ще — селище, смт — селище міського типу, с. — село

## Історія
| Дата                   | Країна                      | Область, округи       | Площа, км2 | Адмін. центр    | Кількість сільрад/ громад (з листопада 2020) | Кількість сільрад/ громад (з листопада 2020) | Кількість сільрад/ громад (з листопада 2020) | Кількість сільрад/ громад (з листопада 2020) | К-ть населених пунктів | К-ть населених пунктів | К-ть населених пунктів | К-ть населених пунктів | К-ть населених пунктів | Населення, осіб | Населення, осіб | Населення, осіб |
| Дата                   | Країна                      | Область, округи       | Площа, км2 | Адмін. центр    | Всього                                       | міська                                       | селищна                                      | сільська                                     | Всього                 | Міст                   | смт                    | селищ                  | сіл                    | Всього          | міське          | сільське        |
| ---------------------- | --------------------------- | --------------------- | ---------- | --------------- | -------------------------------------------- | -------------------------------------------- | -------------------------------------------- | -------------------------------------------- | ---------------------- | ---------------------- | ---------------------- | ---------------------- | ---------------------- | --------------- | --------------- | --------------- |
| жовтень 1925           | Українська РСР              | Одеська округа        | 1005,0     | містечко Янівка | 20                                           |                                              |                                              | 20                                           |                        |                        |                        |                        |                        | 31 952          |                 |                 |
| 1 січня 1926           | Українська РСР              | Одеська округа        | 1133       | містечко Янівка | 20                                           |                                              |                                              | 20                                           | 161                    |                        |                        |                        |                        | 33 435          | —               | 33 435          |
| листопад 1930          | Українська РСР              | —                     | 1333       | с-ще Роздільна  | 23                                           |                                              |                                              | 23                                           | 185                    |                        | 2                      | 2                      | 183                    | 42 004          | 5 708           | 33 996          |
| жовтень 1931           | Українська РСР              | —                     | 1418       | с-ще Роздільна  | 23                                           |                                              |                                              | 23                                           |                        |                        |                        |                        |                        | 40 286          | 3 290           | 36 996          |
| грудень 1933           | Українська РСР              | Одеська область       | 1325,8     | с-ще Роздільна  | 26                                           |                                              | 2                                            | 24                                           |                        |                        |                        |                        |                        | 46 394          | 6 037           | 40 357          |
| липень 1934            | Українська РСР              | Одеська область       | 1326       | с-ще Роздільна  | 26                                           |                                              | 2                                            | 24                                           |                        |                        |                        |                        |                        | 45 000          | 6 000           | 39 000          |
| грудень 1935           | Українська РСР              | Одеська область       | 860,8      | с-ще Роздільна  | 17                                           |                                              | 1                                            | 16                                           |                        |                        |                        |                        |                        | 31 699          | 2 791           | 28 908          |
| жовтень 1938           | Українська РСР              | Одеська область       | 900        | с-ще Роздільна  | 16                                           |                                              |                                              |                                              |                        |                        |                        |                        |                        |                 |                 |                 |
| травень 1940           | Українська РСР              | Одеська область       | 900        | смт Роздільна   | 23                                           |                                              | 1                                            | 22                                           |                        |                        |                        | 1                      |                        |                 |                 |                 |
| січень 1941            | Українська РСР              | Одеська область       | 900        | смт Роздільна   | 23                                           |                                              | 1                                            | 22                                           |                        |                        |                        | 1                      |                        |                 |                 |                 |
| 08.08.1941— 04.04.1944 | губернаторство Трансністрія | Тираспольський жудець | 900        | смт Роздільна   | 23                                           |                                              | 1                                            | 22                                           |                        |                        |                        |                        |                        |                 |                 |                 |
| вересень 1946          | Українська РСР              | Одеська область       | 900        | смт Роздільна   | 24                                           |                                              | 1                                            | 23                                           | 96                     |                        | 1                      |                        |                        |                 |                 |                 |
| травень 1967           | Українська РСР              | Одеська область       | 1300       | м. Роздільна    | 16                                           | 1                                            | 1                                            | 14                                           | 100                    |                        |                        |                        |                        |                 |                 |                 |
| січень 1972            | Українська РСР              | Одеська область       | 1300       | м. Роздільна    | 16                                           | 1                                            | 1                                            | 14                                           | 85                     |                        |                        |                        |                        |                 |                 |                 |
| січень 1978            | Українська РСР              | Одеська область       | 1368       | м. Роздільна    | 16                                           | 1                                            | 1                                            | 14                                           | 87                     | 1                      | 1                      | 1                      | 85                     | 58300           | 23000           | 35300           |
| січень 1979            | Українська РСР              | Одеська область       | 1400       | м. Роздільна    | 16                                           | 1                                            | 1                                            | 14                                           | 87                     | 1                      | 1                      | 1                      | 85                     |                 |                 |                 |
| січень 1984            | Українська РСР              | Одеська область       | 1400       | м. Роздільна    | 18                                           | 1                                            | 1                                            | 16                                           | 87                     | 1                      | 1                      | 1                      | 85                     |                 |                 |                 |
| січень 1990            | Українська РСР              | Одеська область       | 1400       | м. Роздільна    | 20                                           | 1                                            | 1                                            | 18                                           | 86                     | 1                      | 1                      | 1                      | 84                     |                 |                 |                 |
| листопад 2020          | Україна                     | Одеська область       | 3566,3     | м. Роздільна    | 9                                            | 1                                            | 5                                            | 3                                            | 209                    | 1                      | 5                      | 2                      | 201                    | 104 163         | 42 400          | 61 763          |

7 березня 1923 року в Одеській окрузі Одеської губернії з трьох волостей колишньої Херсонської губернії, а саме: Понятівської, Евгенівської (Тираспольський повіт) та Більчанської (Одеський повіт), з центром в Яновці, був створений Янівський район. Кількість населення складала 20219 мешканців.
На початок 1924 року до складу Тарасо-Шевченківського (Янівського) району Одеської округи Одеської губернії входили: Баранівська (3225 осіб), Бринівська (1476 ос.), Бузинівська (3567 ос.), Вовківську (1925 ос.), Коноплівська (2254 ос.), Куртівська (3082 ос.), Ново-Дмитріївська (1554 ос.), Ново-Миколаївська (2435 ос.), Поташенківська (1560 ос.), Понятовська (3105 ос.), Роздільненська (3165 ос.), Шевченківська (1669 ос.), Шеміотівська (1159 ос.).
Станом на жовтень 1925 року Янівський район мав площу 1005 км2, нараховував 31 952 мешканців. На території району знаходились німецькі сільради: Вовківську, Силівську, Коноплівську, Фрейдорфську, Яреміївську; єврейську сільраду — Янівську.
15 вересня 1930 року район був перейменований на Роздільнянський, а центр перенесений до Роздільної.
В 1932 році Роздільнянський район увійшов до новоутвореної Одеської області.
1934-го року Джугастрівська сільрада була передана зі складу Роздільнянського району до Березівського.
У 1935 році відокремився новий Янівський район, зокрема, частково за рахунок сільрад (Янівська, Баранівська, Петрівська, Ново-Миколаївська, Силівська, Коноплівська, Олександрівська, Бузинівська, Адамівська, Вовківська, Северинівська, Гнатівська, Шеміотівська) Роздільнянського району. Щоб поліпшити адміністративно-територіальну побудову районів області і наблизити сільради та колгоспи до районного центру, перечислили до Роздільнянського району Мар'янівську, Бугайську, Інтернаціональну, Ново-Марківську (Гросулівського району) та Жовтневу (Зельцького району) сільські ради.
В 1936 році залюднені пункти — ім. Г. І. Петровського (колгосп ім. Г. І Петровського) та «Вапнярка» (колгосп ХІІІ-річчя Жовтня) Вербанівської сільської ради Гросулівського району були передані до складу Роздільнянського.
26 березня 1939 року був скасований Зельцький район. При цьому Баденська (1972 осіб), Зельцька (3023 ос.), Кандельська (2973 ос.), Страсбурзька (2112 ос.) та Ельзаська (2750 ос.) с/р були передані до Роздільнянського району, всього 12830 осіб. Після приєднання у районі було 23 сільради та 40733 мешканця (більшість українці), 111677 га землі. 
На 1950 рік Роздільнянський район складався з смт Роздільна та 23 сільрад: Бециловської, Бринівської, Бугайської, Будьоннівської, Велізаровської, Деминської, Єреміївської, Жовтневої, Кіровської, Кучурганської, Лиманської, Марківської, Ново-Дмитрівської, Ново-Красненської, Новосілківської, Очеретівської, Петро-Євдокіївської, Понятівської, Рибальської, Степанівської, Шевченковської, Щербанської.
У 1950-х роках у зв'язку з переселенням або іншими причинами були виключені з обліку хутори Бурдовий (Кам'янська сільрада), Калинівка, Клин (у минулому — Болгарка), Лиманівка (у минулому — Юзефсталь, Єгорівська с/р), Мікояна (Єреміївська с/р), Новоантонівка (Новоукраїнська с/р), селища Михайлівка (Старостинська с/р).
8 травня 1957 року селище отримало статус міста районного значення.
У грудні 1962-го року відбулось укрупнення Роздільнянського району до розміру території виробничих колгоспно-радгоспних управлінь. Були приєднані сільські ради: Гребениківська, Мигаївська, Новоселівська, Слов'яно-Сербська (Великомихайлівського району), Баранівська, Більчанська (Іванівського району), Петрівська, Чапаєвська, Червонознам'янська (Цебриківського району).
17 травня 1963 року передані населені пункти: села Верхня Юрківка та Новосавицьке і селища Багнет (нині у смузі с. Юрківка) та Зелений Садок (околиці с. Новосавицьке) Тростянецької сільради Фрунзівського району — до складу Роздільнянського району, а с. Гор'єве (нині в смузі с. Розкішне) Чапаєвської сільради Роздільнянського району — до складу Фрунзівського району.
16 травня 1964 року вилучені з обліку селища Петродолинівка (колишній Петерсталь, Єгорівська с/р — на той час Біляївського району), Бецилове (Бецилівська с/р) та села Переп'ятівка (Цебриківська сел/р), Свиноозерка (Єреміївська с/р), Струтенка (Чапаївська с/р) Тираспольське (Гаївська с/р). Трохи згодом до цього списку додалось села Тамарівка (Кам'янська с/р; 24.06.1970) та Голикове (Понятівська с/р; 22.07.1985).
З 30 грудня 1962 року до 4 січня 1965 року Роздільна відносилась до категорії міст обласного підпорядкування.
В 1965 році відбулись чергові зміни в складі Роздільнянського району. Цебриківська селищна, Гребениківська, Мигаївська, Новоселівська, Петрівська, Слов'яно-Сербська, Чапаєвська та Червонознам'янська сільські ради були приєднані до Великомихайлівського району. Натомість, у підпорядкування Роздільнянського району перейшли: Виноградарська, Єгорівська сільради (Біляївського району), Іванівська селищна рада (Комінтернівського району).
У грудні 1966 року Іванівська селищна та Баранівська з Білчанською сільськими радами Роздільнянського району були перепорядковані новоствореному Іванівському району.
19 жовтня 1976 року села Богнатове та Бурдівка Іванівського району передані в підпорядкування Єгорівської сільради Роздільнянського району.
15 грудня 1987 року у Роздільнянському районі утворено Буцинівську сільраду з центром в селі Буцинівка і сільській раді підпорядковано села Карпівка, Кузьменка, Міліардівка, Новодмитрівка Кіровської сільради.
2 лютого 1988 року Президія Верховної Ради Української РСР постановила включити в межі міста Роздільна Одеської області житловий масив та промислову зону державного племінного птахозаводу «Роздільнянський» загальною площею 54,9 гектара.
22 травня 1989 року у Роздільнянському районі Виконавчий комітет Одеської обласної ради утворив Кошарську сільраду з центром в селі Кошари і сільській раді підпорядкував село Лозове Понятівської сільради та передав село Одрадове Виноградівської сільради у підпорядкування Єгорівській сільській раді.
5 квітня 1991 року Одеська обласна рада передала село Бринівка Кіровської сільради у підпорядкування Єреміївській сільській раді.
12 травня 2016 року в рамках декомунізації перейменовано:
- село Кірове Кіровської сільської ради Роздільнянського району на село Благодатне;
- село Ленінське Друге (Виноградарська сільрада) Роздільнянського району на село Новодмитрівка Друге;
- село Піонерське (Степова сільрада) Роздільнянського району на село Виноградівка.

19 червня 2019 року адміністративний центр Кіровської сільської ради Роздільнянського району перенесений з села Благодатне у село Калантаївка, а Кіровську сільську раду перейменовано на Калантаївську.

## Склад району у різні роки
| №      | 1946 | 1946                         | 1967 | 1967                      | 1972 | 1972                      | 1979 | 1979                      | 1984 | 1984                      | 1990 | 1990                      | 2020 | 2020                      |
| №      | Населені пункти | К‑ть н.п.                    | Населені пункти | К‑ть н.п.                 | Населені пункти | К‑ть н.п.                 | Населені пункти | К‑ть н.п.                 | Населені пункти | К‑ть н.п.                 | Населені пункти | К‑ть н.п.                 | Населені пункти | К‑ть н.п.                 |
| 1      | Роздільнянська селищна рада: | Роздільнянська селищна рада: | Роздільнянська міськрада: | Роздільнянська міськрада: | Роздільнянська міськрада: | Роздільнянська міськрада: | Роздільнянська міськрада: | Роздільнянська міськрада: | Роздільнянська міськрада: | Роздільнянська міськрада: | Роздільнянська міськрада: | Роздільнянська міськрада: | Роздільнянська міськрада: | Роздільнянська міськрада: |
| ------ | --- | ---------------------------- | --- | ------------------------- | --- | ------------------------- | --- | ------------------------- | --- | ------------------------- | --- | ------------------------- | --- | ------------------------- |
| 1      | смт Роздільна | 1                            | м. Роздільна | 1                         | м. Роздільна | 1                         | м. Роздільна | 1                         | м. Роздільна | 1                         | м. Роздільна | 1                         | м. Роздільна | 1                         |
| 2      | Лиманська сільрада: | Лиманська сільрада:          | Лиманська селищна рада: | Лиманська селищна рада:   | Лиманська селищна рада: | Лиманська селищна рада:   | Лиманська селищна рада: | Лиманська селищна рада:   | Лиманська селищна рада: | Лиманська селищна рада:   | Лиманська селищна рада: | Лиманська селищна рада:   | Лиманська селищна рада: | Лиманська селищна рада:   |
| 2      | с. Лиманське | 1                            | смт Лиманське, с. Піонерське, с‑ще Степове | 3                         | смт Лиманське, с. Піонерське, с‑ще Степове | 3                         | смт Лиманське, с. Піонерське, с‑ще Степове | 3                         | смт Лиманське | 1                         | смт Лиманське | 1                         | смт Лиманське | 1                         |
| 3      | Бецилівська сільрада: | Бецилівська сільрада:        | Бецилівська сільрада: | Бецилівська сільрада:     | Бецилівська сільрада: | Бецилівська сільрада:     | Бецилівська сільрада: | Бецилівська сільрада:     | Бецилівська сільрада: | Бецилівська сільрада:     | Бецилівська сільрада: | Бецилівська сільрада:     | Бецилівська сільрада: | Бецилівська сільрада:     |
| 3      | с. Бецилове, х. Старо‑Костянтинівка, х. Бецилове, х. Щиглятин                                                                    | 4                            | с. Бецилове, с. Желепове, с. Новоселівка, с. Старокостянтинівка | 4                         | с. Бецилове, с. Желепове, с. Новоселівка, с. Старокостянтинівка | 4                         | с. Бецилове, с. Желепове, с. Новоселівка, с. Старокостянтинівка | 4                         | с. Бецилове, с. Желепове, с. Новоселівка, с. Старокостянтинівка | 4                         | с. Бецилове, с. Желепове, с. Новоселівка, с. Старокостянтинівка                                                                           | 4                         | с. Бецилове, с. Желепове, с. Новоселівка, с. Старокостянтинівка                                                                          | 4                         |
| 4      | Бугаївська сільрада: | Бугаївська сільрада:         | Гаївська сільрада: | Гаївська сільрада:        | Гаївська сільрада: | Гаївська сільрада:        | Гаївська сільрада: | Гаївська сільрада:        | Гаївська сільрада: | Гаївська сільрада:        | Гаївська сільрада: | Гаївська сільрада:        | Гаївська сільрада: | Гаївська сільрада:        |
| 4      | с. Бугай, с. Тираспольске, с. Труд‑Гребеник, х. Новий                                                                            | 4                            | с. Гаївка, с. Бугай, с. Лучинське, с. Нове, с. Плавневе, с. Труд‑Гребеник | 6                         | с. Гаївка, с. Бугай, с. Лучинське, с. Нове, с. Плавневе, с. Труд‑Гребеник                                                                                            | 6                         | . Гаївка, с. Бугай, с. Лучинське, с. Нове, с. Плавневе, с. Труд‑Гребеник                                                                                             | 6                         | с. Гаївка, с. Бугай, с. Лучинське, с. Нове, с. Плавневе, с. Труд‑Гребеник                                                                                            | 6                         | с. Гаївка, с. Бугай, с. Лучинське, с. Нове, с. Плавневе, с. Труд‑Гребеник                                                                 | 6                         | c. Гаївка, с. Бугай, с. Лучинське, с. Нове, с. Плавневе с. Труд‑Гребеник                                                                 | 6                         |
| 5      | Єреміївська сільрада: | Єреміївська сільрада:        | Єреміївська сільрада: | Єреміївська сільрада:     | Єреміївська сільрада: | Єреміївська сільрада:     | Єреміївська сільрада: | Єреміївська сільрада:     | Єреміївська сільрада: | Єреміївська сільрада:     | Єреміївська сільрада: | Єреміївська сільрада:     | Єреміївська сільрада: | Єреміївська сільрада:     |
| 5      | с. Єреміївка, х. Мікояна, х. Соколівка, х. Шеметівка                                                                             | 4                            | с. Єреміївка, с. Веселе, с. Поташенкове, с. Шеметове | 4                         | с. Єреміївка, с. Веселе, с. Поташенкове, с. Шеметове | 4                         | с. Єреміївка, с. Веселе, с. Поташенкове, с. Шеметове | 4                         | с. Єреміївка, с. Богнатове, с. Бурдівка, с. Веселе, с. Поташенкове, с. Шеметове                                                                                      | 6                         | с. Єреміївка, с. Богнатове, с. Бурдівка, с. Веселе, с. Поташенкове, с. Шеметове                                                           | 6                         | c. Єреміївка, с. Богнатове,с. Бринівка, с. Бурдівка, с. Веселе, с. Поташенкове, с. Шеметове                                              | 7                         |
| 6      | Кіровська сільрада: | Кіровська сільрада:          | Кам'янська сільрада: | Кам'янська сільрада:      | Кам'янська сільрада: | Кам'янська сільрада:      | Кам'янська сільрада: | Кам'янська сільрада:      | Кам'янська сільрада: | Кам'янська сільрада:      | Кам'янська сільрада: | Кам'янська сільрада:      | Кам'янська сільрада: | Кам'янська сільрада:      |
| 6      | с. Антонівка, с. Новий Мир, с. Покровка, х. Кам'янка                                                                             | 4                            | с. Кам'янка, с. Антонівка,с. Володимирівка, с. Матишівка, с. Новий Мир, с. Покровка, с. Тамарівка | 7                         | с. Кам'янка, с. Антонівка, с. Володимирівка, с. Матишівка, с. Покровка                                                                                               | 5                         | с. Кам'янка, с. Антонівка, с. Володимирівка, с. Матишівка, с. Покровка                                                                                               | 5                         | с. Кам'янка, с. Антонівка, с. Володимирівка, с. Матишівка, с. Покровка                                                                                               | 5                         | с. Кам'янка, с. Антонівка, с. Володимирівка, с. Матишівка, с. Покровка                                                                    | 5                         | c. Кам'янка, с. Антонівка, с. Володимирівка, с. Матишівка, с. Покровка                                                                   | 5                         |
| 7      | Ново-Дмитрівська сільрада: | Ново-Дмитрівська сільрада:   | Кіровська сільрада: | Кіровська сільрада:       | Кіровська сільрада: | Кіровська сільрада:       | Кіровська сільрада: | Кіровська сільрада:       | Кіровська сільрада: | Кіровська сільрада:       | Кіровська сільрада: | Кіровська сільрада:       | Калантаївська сільрада: | Калантаївська сільрада:   |
| 7      | с. Велика Карпівка, с. Калантаївка, с. Новодмитрівка Перша, с. Новодмитрівка Друга, х. Кірова, х. Кузьменка                      | 6                            | с. Кірове, с. Андрієво‑Іванове, с. Бринівка, с. Буцинівка, с. Калантаївка, с. Велика Карпівка, с. Карпове, с. Кузьменка, с. Міліардівка, с‑ще Новий Побут, с. Новодмитрівка Перша, с. Новодмитрівка Друга, с. Новокуртівка, с. Олександрівка | 14                        | с. Кірове, с. Андрієво‑Іванове, с. Бринівка, с. Буцинівка, с. Калантаївка, с. Карпівка, с. Карпове, с. Кузьменка, с. Міліардівка, с. Новодмитрівка, с. Олександрівка | 11                        | с. Кірове, с. Андрієво‑Іванове, с. Бринівка, с. Буцинівка, с. Калантаївка, с. Карпівка, с. Карпове, с. Кузьменка, с. Міліардівка, с. Новодмитрівка, с. Олександрівка | 11                        | с. Кірове, с. Андрієво‑Іванове, с. Бринівка, с. Буцинівка, с. Калантаївка, с. Карпівка, с. Карпове, с. Кузьменка, с. Міліардівка, с. Новодмитрівка, с. Олександрівка | 11                        | с. Кірове, с. Андрієво‑Іванове, с. Бринівка, с. Калантаївка, с. Карпове, с. Олександрівка                                                 | 6                         | с. Калантаївка, с. Андрієво-Іванове, c. Благодатне, с. Карпове, с. Олександрівка                                                         | 5                         |
| 8      | Кучурганська сільрада: | Кучурганська сільрада:       | Кучурганська сільрада: | Кучурганська сільрада:    | Кучурганська сільрада: | Кучурганська сільрада:    | Кучурганська сільрада: | Кучурганська сільрада:    | Кучурганська сільрада: | Кучурганська сільрада:    | Кучурганська сільрада: | Кучурганська сільрада:    | Кучурганська сільрада: | Кучурганська сільрада:    |
| 8      | с. Кучурган | 1                            | с. Янкулішине, с. Бузинівка, с. Кучурган, Івано‑Миколаївка, с. Новокрасне, с. Мілолюбівка, с. Очеретівка, с. Павлівка, с. Степанівка, с. Труд‑Куток                                                                                          | 10                        | с. Кучурган, Івано‑Миколаївка, с. Новокрасне, с. Павлівка, с. Степанівка, с. Труд‑Куток                                                                              | 6                         | с. Кучурган, Івано‑Миколаївка, с. Новокрасне, с. Павлівка, с. Степанівка, с. Труд‑Куток                                                                              | 6                         | с. Кучурган | 1                         | с. Кучурган | 1                         | c. Кучурган | 1                         |
| 9      | Марківська сільрада: | Марківська сільрада:         | Марківська сільрада: | Марківська сільрада:      | Марківська сільрада: | Марківська сільрада:      | Марківська сільрада: | Марківська сільрада:      | Марківська сільрада: | Марківська сільрада:      | Марківська сільрада: | Марківська сільрада:      | Марківська сільрада: | Марківська сільрада:      |
| 9      | с. Гетьманці, с. Марківка, с. Ново‑Костянтинівка, с. Плавневе, с. Товстуха, х. Гаївка, х. Підгірний                              | 7                            | с. Марківка, с. Вапнярка, с. Гетьманці, с. Новокостянтинівка, с. Петрівка | 5                         | с. Марківка, с. Вапнярка, с. Гетьманці, с. Новокостянтинівка, с. Петрівка                                                                                            | 5                         | с. Марківка, с. Вапнярка, с. Гетьманці, с. Новокостянтинівка, с. Петрівка                                                                                            | 5                         | с. Марківка, с. Вапнярка, с. Гетьманці, с. Новокостянтинівка, с. Петрівка                                                                                            | 5                         | с. Марківка,с. Вапнярка, с. Гетьманці, с. Новокостянтинівка, с. Петрівка                                                                  | 5                         | c. Марківка, с. Вапнярка, с. Гетьманці, с. Новокостянтинівка, с. Петрівка                                                                | 5                         |
| 10     | Петро-Євдокіївська сільрада: | Петро-Євдокіївська сільрада: | Новоукраїнська сільрада: | Новоукраїнська сільрада:  | Новоукраїнська сільрада: | Новоукраїнська сільрада:  | Новоукраїнська сільрада: | Новоукраїнська сільрада:  | Новоукраїнська сільрада: | Новоукраїнська сільрада:  | Новоукраїнська сільрада: | Новоукраїнська сільрада:  | Новоукраїнська сільрада: | Новоукраїнська сільрада:  |
| 10     | с. Балківка, с. Копакліївка, с. Петро‑Євдокіївка, х. Ново‑Антонівка                                                              | 4                            | с. Новоукраїнка, с. Капаклієве, с. Петро‑Євдокіївка | 3                         | с. Новоукраїнка, с. Капаклієве, с. Петро‑Євдокіївка | 3                         | с. Новоукраїнка, с. Капаклієве, с. Петро‑Євдокіївка | 3                         | с. Новоукраїнка, с. Капаклієве, с. Петро‑Євдокіївка | 3                         | с. Новоукраїнка, с. Капаклієве, с. Петро‑Євдокіївка                                                                                       | 3                         | c. Новоукраїнка, с. Капаклієве, с. Петро‑Євдокіївка                                                                                      | 3                         |
| 11     | Понятівська сільрада: | Понятівська сільрада:        | Понятівська сільрада: | Понятівська сільрада:     | Понятівська сільрада: | Понятівська сільрада:     | Понятівська сільрада: | Понятівська сільрада:     | Понятівська сільрада: | Понятівська сільрада:     | Понятівська сільрада: | Понятівська сільрада:     | Понятівська сільрада: | Понятівська сільрада:     |
| 11     | с. Кошари, с. Понятівка, х. Голикова, х. Лезовий                                                                                 | 4                            | с. Понятівка, с. Балкове, с. Голикове, с. Кошари, с. Лозове | 5                         | с. Понятівка, с. Балкове, с. Голикове, с. Кошари, с. Лозове | 5                         | с. Понятівка, с. Балкове, с. Голикове, с. Кошари, с. Лозове | 5                         | с. Понятівка, с. Балкове, с. Голикове, с. Кошари, с. Лозове | 5                         | с. Понятівка, с. Балкове | 2                         | c. Понятівка, с. Балкове | 2                         |
| 12     | Велізарівська сільрада: | Велізарівська сільрада:      | Старостинська сільрада: | Старостинська сільрада:   | Старостинська сільрада: | Старостинська сільрада:   | Старостинська сільрада: | Старостинська сільрада:   | Старостинська сільрада: | Старостинська сільрада:   | Старостинська сільрада: | Старостинська сільрада:   | Старостинська сільрада: | Старостинська сільрада:   |
| 12     | с. Бакалове,с. Велізарове, с. Старостине, х. Нові Чобручі, х. Старостине, х. Широкий                                             | 6                            | с. Старостине, с. Бакалове, с. Велізарове, с. Надія, с. Новий Гребеник, с. Нові Чобручі, с. Парканці, с. Слобідка, с. Сухе, с. Шевченкове | 10                        | с. Старостине, с. Бакалове, с. Велізарове, с. Надія, с. Новий Гребеник, с. Нові Чобручі, с. Парканці, с. Слобідка, с. Сухе, с. Шевченкове                            | 10                        | с. Старостине, с. Бакалове, с. Велізарове, с. Надія, с. Новий Гребеник, с. Нові Чобручі, с. Парканці, с. Слобідка, с. Сухе, с. Шевченкове                            | 10                        | с. Старостине, с. Бакалове, с. Велізарове, с. Надія, с. Новий Гребеник, с. Нові Чобручі, с. Парканці, с. Слобідка, с. Сухе, с. Шевченкове                            | 10                        | с. Старостине, с. Бакалове, с. Велізарове, с. Надія, с. Новий Гребеник, с. Нові Чобручі, с. Парканці, с. Слобідка, с. Сухе, с. Шевченкове | 10                        | c. Старостине, с. Бакалове,с. Велізарове, с. Надія, с. Новий Гребеник, с. Нові Чобручі, с. Парканці, с. Слобідка, с. Сухе, с. Шевченкове | 10                        |
| 13     | Щербанська сільрада: | Щербанська сільрада:         | Щербанська сільрада: | Щербанська сільрада:      | Щербанська сільрада: | Щербанська сільрада:      | Щербанська сільрада: | Щербанська сільрада:      | Щербанська сільрада: | Щербанська сільрада:      | Щербанська сільрада: | Щербанська сільрада:      | Щербанська сільрада: | Щербанська сільрада:      |
| 13     | с. Щербанка, х. Новосільці | 2                            | с. Щербанка, с. Нове, с. Новосільці | 3                         | с. Щербанка, с. Нове, с. Новосільці | 3                         | с. Щербанка, с. Нове, с. Новосільці | 3                         | с. Щербанка, с. Нове, с. Новосільці | 3                         | с. Щербанка, с. Нове, с. Новосільці | 3                         | с. Щербанка, с. Нове, с. Новосільці | 3                         |
| 14     | Мар'янівська сільрада: | Мар'янівська сільрада:       | Яковлівська сільрада: | Яковлівська сільрада:     | Яковлівська сільрада: | Яковлівська сільрада:     | Яковлівська сільрада: | Яковлівська сільрада:     | Яковлівська сільрада: | Яковлівська сільрада:     | Яковлівська сільрада: | Яковлівська сільрада:     | Яковлівська сільрада: | Яковлівська сільрада:     |
| 14     | с. Лучинське, с. Мар'янівка, с. Юрівка, с. Яковлівка, х. Бесарабка, х. Дружка                                                    | 6                            | с. Яковлівка, с. Ангелінівка, с‑ще Дружба, с. Розалівка, с. Широке | 5                         | с. Яковлівка, с. Ангелінівка, с‑ще Дружба, с. Розалівка, с. Широке                                                                                                   | 5                         | с. Яковлівка, с. Ангелінівка, с‑ще Дружба, с. Розалівка, с. Широке                                                                                                   | 5                         | с. Яковлівка, с. Ангелінівка, с‑ще Дружба, с. Розалівка, с. Широке                                                                                                   | 5                         | с. Яковлівка, с. Ангелінівка, с‑ще Дружба, с. Розалівка, с. Широке                                                                        | 5                         | с. Яковлівка, с. Ангелінівка, с‑ще Дружба, с. Розалівка, с. Широке                                                                       | 5                         |
| 15     | Новосілківська сільрада: | Новосілківська сільрада:     | Єгорівська сільрада: | Єгорівська сільрада:      | Єгорівська сільрада: | Єгорівська сільрада:      | Єгорівська сільрада: | Єгорівська сільрада:      | Єгорівська сільрада: | Єгорівська сільрада:      | Єгорівська сільрада: | Єгорівська сільрада:      | Єгорівська сільрада: | Єгорівська сільрада:      |
| 15     | с. Новосілки, с. Поташенкове, х. Білоусівка, х. Веселий, х. Дачний, х. Желепове                                                  | 6                            | с. Єгорівка, с. Болгарка, с. Вікторівка, с. Єлизаветівка, с. Єленівка, с. Мале, с. Одрадове, с‑ще Світлогірське, с. Хоминка, с. Христинівка                                                                                                  | 10                        | с. Єгорівка, с. Болгарка, с. Єлизаветівка, с. Мале, с. Одрадове, с‑ще Світлогірське, с. Хоминка                                                                      | 7                         | с. Єгорівка, с. Болгарка, с. Богнатове, с. Бурдівка, с. Єлизаветівка, с. Мале, с‑ще Світлогірське, с. Хоминка                                                        | 8                         | с. Єгорівка, с. Болгарка, с. Єлизаветівка, с. Мале, с‑ще Світлогірське, с. Хоминка                                                                                   | 6                         | с. Єгорівка, с. Болгарка, с. Єлизаветівка, с. Мале, с. Одрадове, с‑ще Світлогірське, с. Хоминка,                                          | 7                         | c. Єгорівка, с. Болгарка, с. Єлизаветівка, с. Мале, с. Одрадове, с‑ще Світлогірське, с. Хоминка                                          | 7                         |
| 16     | Бринівська сільрада: | Бринівська сільрада:         | Виноградарська сільрада: | Виноградарська сільрада:  | Виноградарська сільрада: | Виноградарська сільрада:  | Виноградарська сільрада: | Виноградарська сільрада:  | Виноградарська сільрада: | Виноградарська сільрада:  | Виноградарська сільрада: | Виноградарська сільрада:  | Виноградарська сільрада: | Виноградарська сільрада:  |
| 16     | с. Бринівка, х. Андрієво‑Іванів, х. Карпівка, х. Олександрівка, х. Свиноозерка                                                   | 5                            | с. Виноградар, с. Будячки, с. Вакулівка, с‑ще Карпове, с. Ленінське Друге, с. Миколаївка, с. Новоградениця, с. Новоселівка, с. Перше Травня, с. Садки                                                                                        | 10                        | с. Виноградар, с. Будячки, с. Вакулівка, с. Ленінське Друге, с. Миколаївка, с. Новоградениця, с. Перше Травня                                                        | 7                         | с. Виноградар, с. Будячки, с. Вакулівка, с. Ленінське Друге, с. Миколаївка, с. Новоградениця,с. Одрадове, с. Перше Травня                                            | 8                         | с. Виноградар, с. Будячки, с. Вакулівка, с. Ленінське Друге, с. Миколаївка, с. Новоградениця, с. Перше Травня, с. Одрадове                                           | 8                         | с. Виноградар, с. Будячки, с. Вакулівка, с. Ленінське Друге, с. Миколаївка, с. Новоградениця, с. Перше Травня                             | 7                         | c. Виноградар, с. Будячки, с. Вакулівка, с. Миколаївка, с. Новоградениця, с. Новодмитрівка Друга, с. Перше Травня                        | 7                         |
| 17     | Степанівська сільрада: | Степанівська сільрада:       | |                           | |                           | |                           | Степанівська сільрада: | Степанівська сільрада:    | Степанівська сільрада: | Степанівська сільрада:    | Степанівська сільрада: | Степанівська сільрада:    |
| 17     | с. Павлівка, с. Степанівка, с‑ще Іваново‑Миколаївка, х. Труд‑Гребеник                                                            | 4                            | |                           | |                           | |                           | с. Степанівка, с. Іваново‑Миколаївка, с. Новокрасне, с. Павлівка, с. Труд‑Куток                                                                                      | 5                         | с. Степанівка, с. Іваново‑Миколаївка, с. Новокрасне, с. Павлівка, с. Труд‑Куток                                                           | 5                         | c. Степанівка,с. Івано‑Миколаївка, с. Новокрасне, с. Павлівка, с. Труд‑Куток                                                             | 5                         |
| 18     | Очеретовська сільрада: | Очеретовська сільрада:       | |                           | |                           | |                           | Степова сільрада: | Степова сільрада:         | Степова сільрада: | Степова сільрада:         | Степова сільрада: | Степова сільрада:         |
| 18     | с. Очеретівка | 1                            | |                           | |                           | |                           | с. Степове, с. Піонерське | 2                         | с. Степове, с. Піонерське | 2                         | c. Степове, с. Виноградівка | 2                         |
| 19     | Будьоннівська сільрада: | Будьоннівська сільрада:      | |                           | |                           | |                           | |                           | Буцинівська сільрада: | Буцинівська сільрада:     | Буцинівська сільрада: | Буцинівська сільрада:     |
| 19     | с. Будьоннівка, с. Міліардівка, с. Ново‑Кутівка                                                                                  | 3                            | |                           | |                           | |                           | |                           | с. Буцинівка, с. Карпівка, с. Кузьменка, с. Міліардівка, с. Новодмитрівка                                                                 | 5                         | c. Буцинівка, с. Карпівка,с. Кузьменка, с. Міліардівка, с. Новодмитрівка                                                                 | 5                         |
| 20     | Рибальська сільрада: | Рибальська сільрада:         | |                           | |                           | |                           | |                           | Кошарська сільрада: | Кошарська сільрада:       | Кошарська сільрада: | Кошарська сільрада:       |
| 20     | с. Рибальське, х. Новий | 2                            | |                           | |                           | |                           | |                           | с. Кошари, с. Лозове | 2                         | c. Кошари, с. Лозове | 2                         |
| 21     | Ново-Красненська сільрада: | Ново-Красненська сільрада:   | |                           | |                           | |                           | |                           | |                           | |                           |
| 21     | с. Миролюбівка, с. Ново‑Красне, х. Іваново‑Бузинівка                                                                             | 3                            | |                           | |                           | |                           | |                           | |                           | |                           |
| 22     | Шевченківська сільрада: | Шевченківська сільрада:      | |                           | |                           | |                           | |                           | |                           | |                           |
| 22     | с. Парканці, с. Шевченкове, с‑ще Михайлівка, с‑ще Надія, с‑ще Новий Гребеник, с‑ще Слобідка, с‑ще Суха, х. Вапнярка, х. Петрівка | 9                            | |                           | |                           | |                           | |                           | |                           | |                           |
| 23     | Жовтнева сільрада: | Жовтнева сільрада:           | |                           | |                           | |                           | |                           | |                           | |                           |
| 23     | с. Амвросієве, х. Бурдовий, х. Володимирівка, х. Матишівка, х. Тамарівка                                                         | 5                            | |                           | |                           | |                           | |                           | |                           | |                           |
| 24     | Деминська сільрада: | Деминська сільрада:          | |                           | |                           | |                           | |                           | |                           | |                           |
| 24     | с. Ангелінівка, с. Більшовик-Федорівка, с. Деминське, х. Додонове                                                                | 4                            | |                           | |                           | |                           | |                           | |                           | |                           |
| Всього | 24 | 96                           | 16 | 100                       | 16 | 85                        | 16 | 87                        | 18 | 87                        | 20 | 86                        | 20 | 86                        |

Не виділені кольором населені пункти були приєднанні до інших населених пунктів або зняті з обліку.

## Зміни у 1945 році
21 травня 1945 року було перейменовано та об'єднано ряд населених пунктів та сільрад:

### Перейменування
село Баден (Баденська сільрада) → село Очеретівка;
село Кандель (Кандельська сільрада) → село Рибальське;
село Сакальськ-Лучинськ (Мар'янівська сільрада) → село Лучинське;
село Наксі-Маркове (Наксі-Марківська сільрада) → село Марківка;
село Фрейдерово (Петро-Євдокіївська сільрада) → село Балківка;
село Ельзас (Ельзаська сільрада) → село Щербанка;
село Зельци (Зельцська сільрада) → село Лиманське;
село Страсбург (Страсбурзька сільрада) → село Кучурган;
село Чекмежиєво (Шевченківська сільрада) → село Шевченкове;
селище Слободзея Молдавська (Шевченківська сільрада) → селище Слобідка;
хутір Ново-Наксія (Бугайська сільрада) → хутір Новий;
хутір Штерн (Бринівська сільрада) → хутір Андрієво-Іванів;
хутір Нові Зельци (Ельзаська сільрада) → хутір Новосільці;
хутір Новий Кандель (Кандельська сільрада) → хутір Новий;
хутір Слободзея-Українська (Старостинська сільрада) → хутір Старостине;
Баденська сільрада → Очеретівська сільрада;
Ельзаська сільрада → Щербанська сільрада;
Зельцська сільрада → Лиманська сільрада;
Інтернаціональна сільрада → Деминська сільрада;
Кандельська сільрада → Рибальська сільрада;
Наксі-Марківська сільрада → Марківська сільрада;
Поташенківська сільрада → Новосілківська сільрада;
Старостинська сільрада → Велізарівська сільрада;
Страсбурзька сільрада — Кучурганська сільрада.

### Об'єднання
хутір Буценка приєднано до села Міліардівка (Будьоннівської сільради);
село Шаци приєднано до села Яковлівка (Мар'янівська сільрада);
хутір Дружба приєднано до хутора Володимирівка (Жовтнева сільрада); 
хутір Юргівка приєднано до хутора Матишівка (Жовтнева сільрада).

## Зміни у період 1950-1967 років
Станом на 1967 рік.

### Перейменування
с. Балківка → с. Балкове 
с. Будьонівка → с. Новоукраїнка 
селище Дружка → селище Дружба 
с. Іванобузинівка → с. Бузинівка 
с. Лезовий → с. Лозове 
х. Ленінський → с. Ленінське Друге 
с. Миролюбівка → с. Милолюбівка 
с. Новокутівка → с. Новокуртівка 
с. Новосілки → с. Новоселівка 
с. Юрівка → с. Юргівка 

### Злиття
с. Амвросієве + с. Володимирівка → с. Володимирівка 
с. Бессарабка + с. Більшовик-Федорівка + с. Додонова + с. Лучинське → с. Лучинське 
с. Білоусівка + с. Поташенкове → с. Поташенкове 
с. Гнатові + с. Черняхівське → с. черняхівське 
х. Дачний + с. Веселе → с. Веселе 
с. Долинське + с. Ангелінівка → с. Ангелінівка 
с. Мар'янівка + с. Яковлівка → с. Яковлівка 
с. Михайлівка + с. Вікторівка → с. Вікторівка 
х. Підгорний + с. Товстуха + с. Гаївка → с. Гаївка 
с. Рибальське + смт Лиманське → смт Лиманське 
х. Соколівка + с. Єреміївка → с. Єреміївка 
х. Старостине + с. Велізарове → с. Велізарове 
х. Щиглятин + с. Бецилове → с. Бецилове 
с. Юргівка + с. Розалівка → с. Розалівка 

### Зниклі населені пункти Роздільнянського району
х. Бурдовий (Кам'янська сільська рада) 
х. Калинівка (Єгорівська сільська рада) 
х. Клин (Єгорівська сільська рада) 
х. Лиманівка (Лиманівська сільська рада) 
селище Михайлівка (Старостинська сільська рада) 
х. Мікояна (Єреміївська сільська рада) 
х. Новоантонівка (Новоукраїнська сільська рада) 
селище Петродолинівка (Єгорівська сільська рада) 
с. Свіноозерка (Єреміївська сільська рада) 
х. Труд-Гребеник (Кучурганська сільська рада) 
с. Тираспольське (Гаївська сільська рада)

## Зміни на 1972 рік
Станом на 1972 р.

### Перейменування
с. Велика Карпівка → с. Карпівка 
с. Новодмитрівка Друга → с. Новодмитрівка 

### Злиття
с. Милолюбівка + с. Бузинівка + с. Степанівка → с. Степанівка 
с. Єленівка + с. Вікторівка + с. Єгорівка → с. Єгорівка 
с. Новоселівка + с-ще Карпове + с. Виноградар → с. Виноградар
с. Новий Мир + с. Покровка → с. Покровка 
с. Новий Побут + с. Кірове → с. Кірове 
с. Новодмитрівка Перша + с. Новодмитрівка → с. Новодмитрівка 
с. Новокуртівка + с. Карпівка → с. Карпівка 
с. Очеретівка + с. Кучурган → с. Кучурган 
с. Садки + с. Вакулівка → с. Вакулівка 
с. Христинівка + с. Хоминка → с. Хоминка 
с. Янкулішіне + с. Бринівка → с. Бринівка 

### Зниклі населені пункти Роздільнянського району
с. Тамарівка (Кам'янська сільська рада)